# Sigfrid Edström
Johannes Sigfrid Edström (1870. november 21. – 1964. március 18.) svéd üzletember, a Sweden-America Foundation elnöke és a Nemzetközi Olimpiai Bizottság negyedik elnöke volt.

## Fiatal évei
Edström Morlanda pici falujában született, a svédországi Orust szigetén. 1891-ben a göteborgi Chalmers Műszaki Egyetemen diplomázott, majd tanulmányait Zürichben, illetve az Egyesült Államokban folytatta. Fiatalkorában top sprinternek számított, miután 11 másodpercen belül futotta a 100 méteres számot. 1891-ben 150 méteren 16,4 mp-es skandináv rekordot állított fel.

## Szakmai életútja

### Mérnök
Egyetem után fejlesztőmérnöki állást kapott Pittsburgh-ben a Westinghouse Electrical Manufacturing Co.-nál, ahol villamosok felsővezeték helyett sínen át történő energiaellátásával foglalkozott. Az 1897-es gazdasági válság alatt New York állambeli Schenectady városban lévő General Electric Co. fejlesztőmérnöke volt. Ezután Zürichbe került, a város villamoshálózatának elektromosításán dolgozott.

### Vállalatvezető
1900 és 1903 között a göteborgi villamoshálózatot üzemeltető cég igazgatója volt, azt követően az ASEA vezérigazgatója volt 30 éven át (1903-1933), majd a cég igazgatótanácsának elnöke volt hat éven keresztül.

### Ipari érdekképviselet
1905-ben beválasztották az 1896-os alapítású Svéd Gépipari Szövetség igazgatótanácsába, majd 1907-ben megválasztották elnöknek. Ezt a pozíciót 1943-ig ő töltötte be. A SAE (Sveriges Allmänna Exportförening), a svéd exportőrök érdekképviselete vezető testületének tagja 1908-tól 1938-ig. A Svéd Iparosok Szövetségének igazgatótanácsi tagja az 1910-es alapítástól 1938-ig, elnöke 1921 és 1931 között.

## Sportvezetői megbízatásai
Edström akkor került be a svéd sportéletbe, amikor részt vett az 1912-es stockholmi olimpia megrendezésében, a játékok alatt alapított Nemzetközi Atlétikai Szövetségnek első elnöke lett, és 1946-ig töltötte be ezt a tisztséget.
1920-ban a Nemzetközi Olimpiai Bizottság tagja lett, és miután a végrehajtó bizottságban kapott helyet, 1931-ben az alelnöki pozíciót is elfoglalhatta.
A bizottság tagjaként részese volt annak a vitatott döntésnek, amikor eltiltották a finn Paavo Nurmit az 1932-es olimpián való részvételtől. Edström álláspontja szerint Nurmi túl sok pénzt kapott utazási költségekre egy németországi versenyen való részvételéhez. Ez a döntés nagy felháborodást váltott ki Finnországban, és negatívan befolyásolta a svéd-finn kapcsolatokat, miután a sportoló nemzeti hősnek számított hazájában. Finnország egészen 1939-ig nem volt hajlandó részt venni a két ország közti, 1925 óta évente megrendezett atlétikai versenyen.
Mikor a NOB regnáló elnöke, Henri de Baillet-Latour 1942-ben meghalt, Edström lett az ügyvezető elnök a második világháború végéig, amikor hivatalosan is megkapta a kinevezést, és fontos szerepet játszott az olimpiai mozgalom világháborúk utáni újraélesztésében.
Johannes Sigfrid Edström 1952-ben visszavonult, helyét Avery Brundage vette át. 1964. március 18-án hunyt el.